# Chasnay
Chasnay est une commune française située dans le département de la Nièvre, en région Bourgogne-Franche-Comté.

## Géographie
Chasnay est située dans la vallée de la Sillondre en Bourgogne-Franche-Comté sur les côtes du Nivernais. La superficie de la commune est de 1 176 hectares ; son altitude varie entre 189 et 350 mètres.
Le village est implanté au nord-ouest de la Nièvre, à 36 km de Nevers (par la route), dans le canton de Charité-sur-Loire. Il est situé à 17 km au nord-est de La Charité-sur-Loire et à 38 km au sud-est de Cosne-Cours-sur-Loire, son chef-lieu d'arrondissement. La voie de communication principale qui permet d'y accéder est la route nationale 151 à égale distance de La Charité-sur-Loire et de Varzy.
Avec Châteauneuf-Val-de-Bargis et Nannay, Chasnay est l'une des trois communes qui constituent le val de Bargis.
Le sous-sol est essentiellement composé de roches calcaires, marnes et gypses.

### Lieux-dits et écarts
Outre le bourg, Chasnay regroupe plusieurs hameaux et habitations isolés : les Barres, le Boulet, la Coulisse, Cramain, Forêt, la Grosse-Forge, la Maltrace, les Marteaux, la métairie Grand-Jean, la Montagne, Montalant, les Moutots, les Ranviers, la Renauderie, Saint-Marc, la Vernière et Véron.

### Voies de communication et transports
La commune est traversée par la route D196 qui se raccorde à la route N 151 à un peu plus de un kilomètre au nord.

### Climat
Pour des articles plus généraux, voir Climat de la Bourgogne-Franche-Comté et Climat de la Nièvre.
En 2010, le climat de la commune est de type climat océanique dégradé des plaines du Centre et du Nord, selon une étude du Centre national de la recherche scientifique s'appuyant sur une série de données couvrant la période 1971-2000. En 2020, Météo-France publie une typologie des climats de la France métropolitaine dans laquelle la commune est exposée à un climat océanique altéré et est dans la région climatique  Centre et contreforts nord du Massif Central, caractérisée par un air sec en été et un bon ensoleillement. 
Pour la période 1971-2000, la température annuelle moyenne est de 11 °C, avec une amplitude thermique annuelle de 16 °C. Le cumul annuel moyen de précipitations est de 868 mm, avec 11,8 jours de précipitations en janvier et 7,9 jours en juillet. Pour la période 1991-2020, la température moyenne annuelle observée sur la station météorologique de Météo-France la plus proche, « Premery », sur la commune de Prémery à 13 km à vol d'oiseau, est de 11,1 °C et le cumul annuel moyen de précipitations est de 911,1 mm. 
La température maximale relevée sur cette station est de 40,5 °C, atteinte le 11 août 2003 ; la température minimale est de −15,1 °C, atteinte le 26 janvier 2007,,. 
Les paramètres climatiques de la commune ont été estimés pour le milieu du siècle (2041-2070) selon différents scénarios d'émission de gaz à effet de serre à partir des nouvelles projections climatiques de référence DRIAS-2020. Ils sont consultables sur un site dédié publié par Météo-France en novembre 2022.

## Urbanisme

### Typologie
Au 1er janvier 2024, Chasnay est catégorisée commune rurale à habitat très dispersé, selon la nouvelle grille communale de densité à sept niveaux définie par l'Insee en 2022.
Elle est située hors unité urbaine. Par ailleurs la commune fait partie de l'aire d'attraction de Nevers, dont elle est une commune de la couronne,. Cette aire, qui regroupe 93 communes, est catégorisée dans les aires de 50 000 à moins de 200 000 habitants,.

### Occupation des sols
L'occupation des sols de la commune, telle qu'elle ressort de la base de données européenne d’occupation biophysique des sols Corine Land Cover (CLC), est marquée par l'importance des territoires agricoles (71,9 % en 2018), une proportion sensiblement équivalente à celle de 1990 (72,1 %). La répartition détaillée en 2018 est la suivante : 
terres arables (44 %), forêts (27,4 %), prairies (25,8 %), cultures permanentes (2,2 %), milieux à végétation arbustive et/ou herbacée (0,6 %). L'évolution de l’occupation des sols de la commune et de ses infrastructures peut être observée sur les différentes représentations cartographiques du territoire : la carte de Cassini (XVIIIe siècle), la carte d'état-major (1820-1866) et les cartes ou photos aériennes de l'IGN pour la période actuelle (1950 à aujourd'hui).

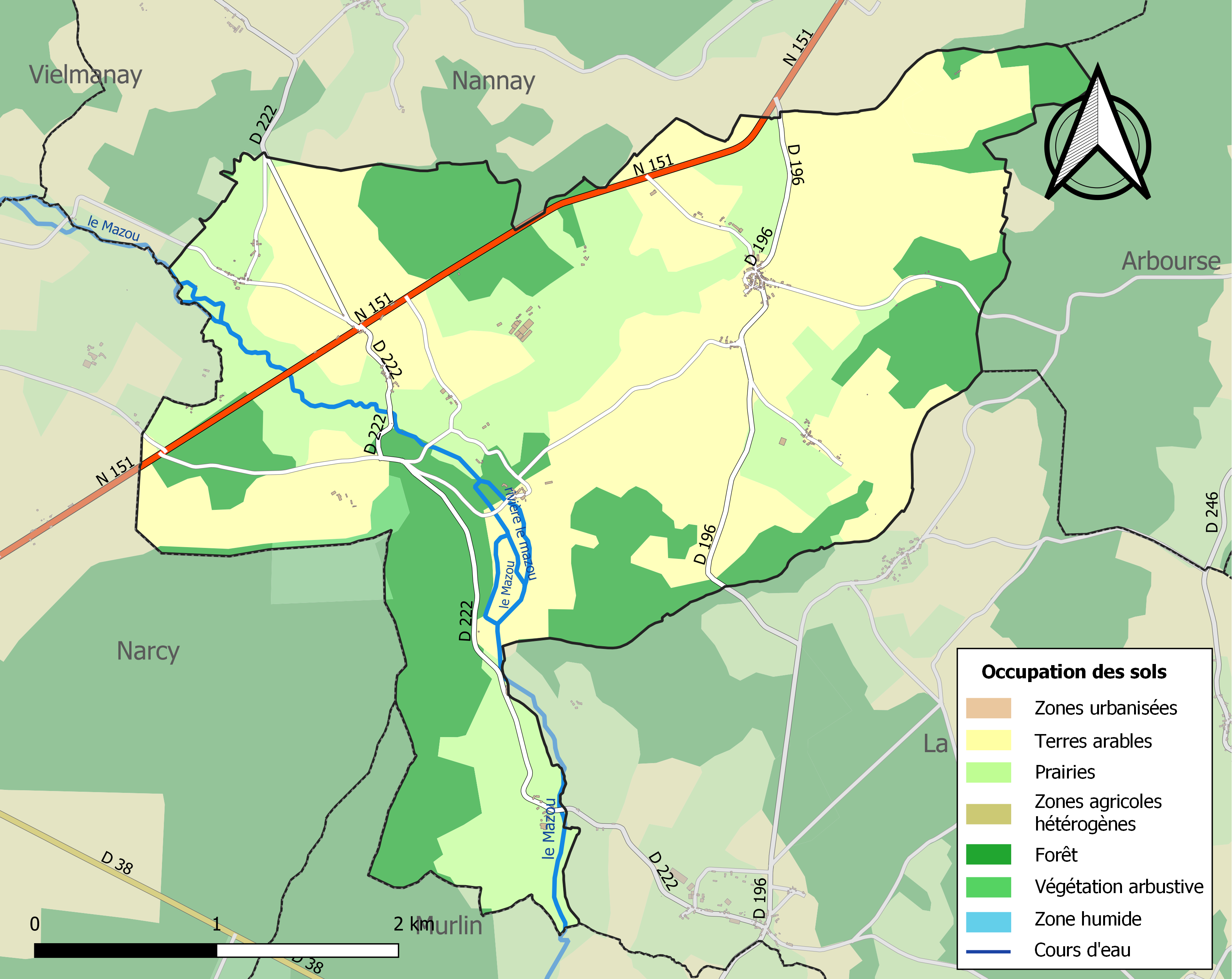
Carte des infrastructures et de l'occupation des sols de la commune en 2018 (CLC).

### Logement
En 2009, le nombre total de logements dans la commune était de 124, alors qu'il était de 120 en 1999.
Parmi ces logements, 52 % étaient des résidences principales, 42,5 % des résidences secondaires et 5,5 % des logements vacants. Ces logements étaient pour 96,7 % d'entre eux des maisons individuelles et pour 1,7 % des appartements.
La proportion des résidences principales, propriétés de leurs occupants était de 86,7 %, en hausse sensible par rapport à 1999 (76,4 %). La part de logements HLM loués vides est nulle.

## Toponymie
Selon le Dictionnaire étymologique des noms de lieux, le nom de la commune pourrait être un dérivé en -acum du nom d’homme gaulois Cassinus mais les historiens locaux font remarquer que les dérivés de castenum, chênaie, abondent dans le département - les Chassenay, Chesnay, Chasnay... - et que la commune est au milieu des bois.
La première mention du nom de Chasnay est relevée vers 600 : Cassiniacus (cartulaire de l’Yonne). On trouve également les occurrences suivantes : Chanaïum (1132), Casnaïum (1164), Chaneium (1174) et Chasnay-au-Val-de-Bargis (1605).

## Histoire
- La première mention de Chasnay remonte aux environs de l’an 600 où le village apparaît dans les archives sous le nom de Cassiniacus[18]. Il faudra ensuite attendre ensuite près de six siècles pour le retrouver : Chanaïum (cartulaire de Bourras, 1132)[18].
- 1293 : Jean dit Vendilles est le plus ancien habitant de Chasnay identifié[19].
- Au Moyen Âge, Chasnay fait partie de la châtellenie de Châteauneuf-Val-de-Bargis. En février 1552, cette châtellenie est rattachée au Nivernais par un édit royal.
- En 1558, Chasnay est occupé par les protestants de La Charité-sur-Loire et son curé est enlevé en 1563[20].
- En 1665, selon l’assemblée des habitants, le bourg se résume à deux ou trois maisons menaçant de s’effondrer[21]. À côté de l'église, on trouve un pilori[21].
- Le 2 octobre 1672 est inscrit le premier acte d'état civil dans le registre paroissial.
- Le 24 août 1685, le village est visité par l'évêque d'Auxerre, qui évalue sa population à 300 âmes[22].
- 1710 : effondrement de la chaussée de l'étang de Reugny ; plusieurs morts.
- 1745 : suspension de l'office dans la chapelle Sainte-Anne pour cause de profanations et autres scandales.
- 1858 : la nouvelle église du village est consacrée le 14 mars[23].
- 1883 : construction d’une école double[24].
- En 1906[25], le nombre d'habitants de Chasnay, qui compte 115 maisons, s'élève à 401 individus. La commune compte un desservant (curé), un instituteur et une institutrice publics, deux cantonniers, un garde champêtre et deux gardes particuliers. Il n’y a que quatre commerçants : 3 aubergistes et 1 marchand de bois. Les artisans sont beaucoup plus nombreux : 5 maçons, 3 scieurs de long, 3 maréchaux-ferrants, 3 meuniers, 3 couturières, 2 sabotiers, 2 tailleurs de pierre, 2 charrons et 1 jardinier. La catégorie socioprofessionnelle la plus représentée est celle des cultivateurs (33 individus), suivie par les journaliers-journalières (20), les vignerons (19), les ouvriers agricoles (16), les domestiques (13), les bûcherons (9) et les fermiers (4). Au total, on relève à Chasnay 24 professions différentes. On n’y trouve, selon le recensement de 1906, ni médecin ni notaire ni sage-femme. Il n’y a pas non plus d’étranger. Comme dans bon nombre de communes nivernaises, plusieurs familles du village accueillent un « élève de l’hospice », c’est-à-dire un enfant de l’Assistance publique : ils sont 20 à Chasnay.

### Curés
- Jean Normand (1656), Philippe Marendat (1661), Audebert Almain (1672), Jean Martin (1724)[26]...

### Instituteurs
- Marie Léveillé (1906), Émile Picq (1906)...

### Seigneurs
Quelques seigneurs, en totalité ou en partie, de Chasnay : Reynaud (1282), Guillaume des Barres (1333), Renaut de Lamoignon (1385), Jean de Pernay (1528), Edme de Lamoignon (1561), Gabriel de La Barre (1665), Edme de La Barre (1676), Marie de Chery (1685), Girard de Busson (1788)...

#### Armorial

Famille des Barres.
Famille de Lamoignon.
Famille de Pernay[27].

## Politique et administration
Chasnay adhère à la communauté de communes Les Bertranges.
| Période                                  | Période                       | Identité                                        | Étiquette | Qualité                     |
| ---------------------------------------- | ----------------------------- | ----------------------------------------------- | --------- | --------------------------- |
| Les données manquantes sont à compléter. |                               |                                                 |           |                             |
| 1886                                     | ...                           | Charles Maurice Adolphe d'Anglemont de Tassigny |           |                             |
| mai 1904                                 | 1912                          | Marcel Lebœuf                                   | Rad. ind. | Conseiller d'arrondissement |
| mars 2001                                | 2008                          | Michèle Goin                                    |           |                             |
| mars 2008                                | octobre 2024                  | Éric Jacquet                                    | DVG       | Artisan                     |
| décembre 2024                            | En cours (au 23 février 2025) | Philippe Monin                                  |           |                             |

### Instances judiciaires et administratives
Chasnay relève du tribunal d'instance de Nevers, du tribunal de grande instance de Nevers, de la cour d'appel de Bourges, du tribunal pour enfants de Nevers, du conseil de prud'hommes de Nevers, du tribunal de commerce de Nevers, du tribunal administratif de Dijon et de la cour administrative d'appel de Lyon.
La commune se trouve dans la circonscription de gendarmerie de la brigade de proximité de la Charité-sur-Loire.

## Population et société

### Démographie
L'évolution du nombre d'habitants est connue à travers les recensements de la population effectués dans la commune depuis 1793. Pour les communes de moins de 10 000 habitants, une enquête de recensement portant sur toute la population est réalisée tous les cinq ans, les populations de référence des années intermédiaires étant quant à elles estimées par interpolation ou extrapolation. Pour la commune, le premier recensement exhaustif entrant dans le cadre du nouveau dispositif a été réalisé en 2005.

En 2022, la commune comptait 128 habitants, en évolution de +11,3 % par rapport à 2016 (Nièvre : −3,28 %, France hors Mayotte : +2,11 %).
| 1793 | 1800 | 1806 | 1821 | 1831 | 1836 | 1841 | 1846 | 1851 |
| ---- | ---- | ---- | ---- | ---- | ---- | ---- | ---- | ---- |
| 382  | 398  | 353  | 433  | 489  | 530  | 533  | 551  | 453  |

| 1856 | 1861 | 1866 | 1872 | 1876 | 1881 | 1886 | 1891 | 1896 |
| ---- | ---- | ---- | ---- | ---- | ---- | ---- | ---- | ---- |
| 441  | 454  | 468  | 478  | 515  | 504  | 482  | 505  | 472  |

| 1901 | 1906 | 1911 | 1921 | 1926 | 1931 | 1936 | 1946 | 1954 |
| ---- | ---- | ---- | ---- | ---- | ---- | ---- | ---- | ---- |
| 427  | 410  | 392  | 365  | 343  | 295  | 240  | 264  | 218  |

| 1962 | 1968 | 1975 | 1982 | 1990 | 1999 | 2005 | 2006 | 2010 |
| ---- | ---- | ---- | ---- | ---- | ---- | ---- | ---- | ---- |
| 190  | 188  | 141  | 136  | 142  | 133  | 143  | 143  | 114  |

| 2015 | 2020 | 2022 | - | - | - | - | - | - |
| ---- | ---- | ---- | - | - | - | - | - | - |
| 116  | 125  | 128  | - | - | - | - | - | - |

### Enseignement
La commune est rattachée à l'académie de Dijon. Cette académie fait partie de la zone A pour son calendrier de vacances scolaires.

### Santé
Les centres d'incendie et secours les plus proches de Chasnay se trouvent à Champlemy (17 km) et à La Charité-sur-Loire (17 km).
L'hôpital le plus proche est le centre hospitalier Henri-Dunant à La Charité-sur-Loire.

### Cultes
Chasnay fait partie de la paroisse catholique de Châteauneuf-Val-de-Bargis (groupement de paroisses du Val de Loire) dans le diocèse de Nevers.

## Culture locale et patrimoine

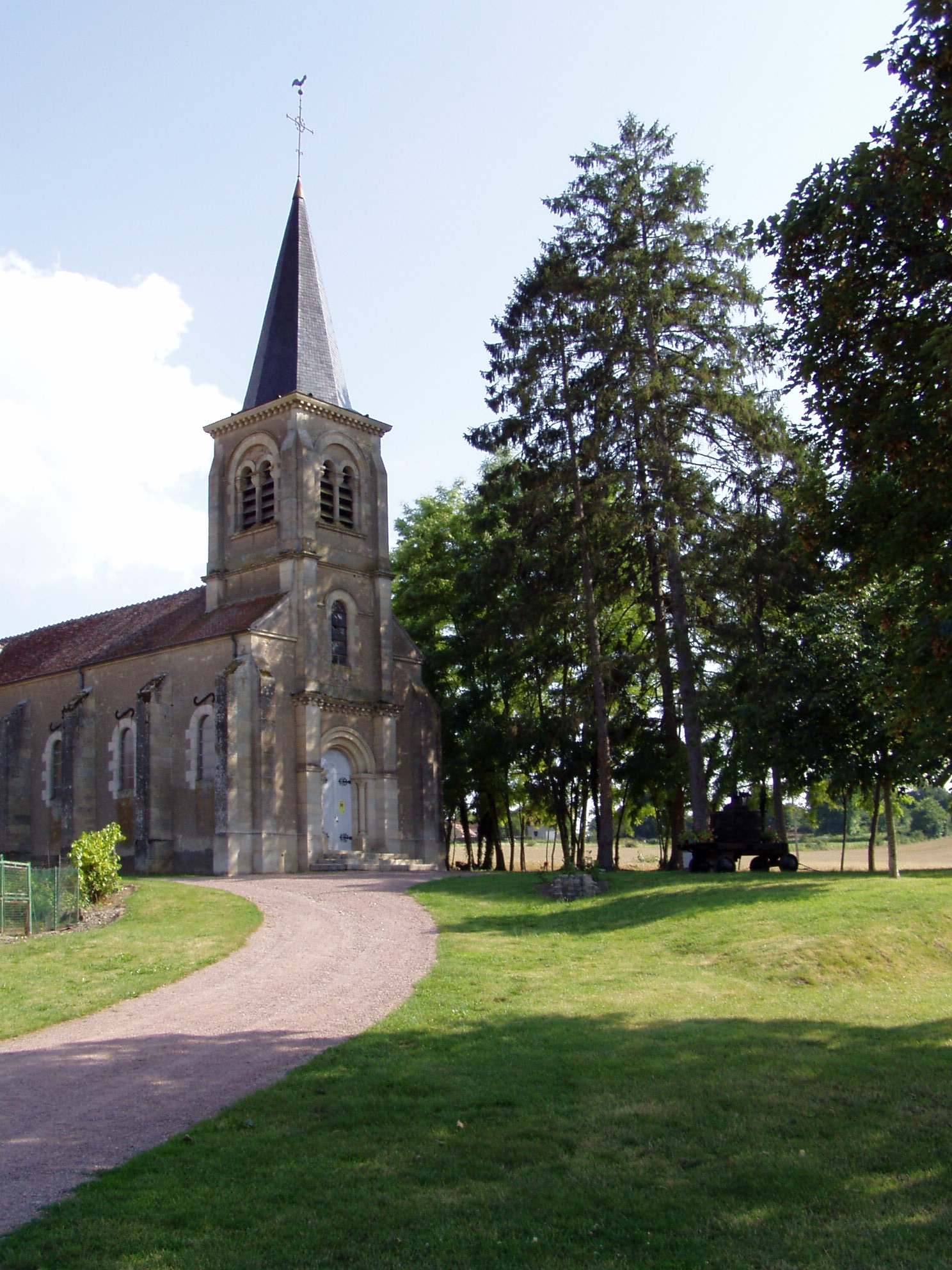
L'église Saint-Germain.

### Lieux et monuments
Chapelle Sainte-Anne
En bordure de la route D 222 s'élève une chapelle consacrée à sainte Anne (propriété privée). Reconstruite en 1838 sur l'ancien lieu de culte, à côté de la source «miraculeuse», elle ne se visite pas. Pèlerinage à Sainte-Anne le 24 juillet.
Église catholique
L'église paroissiale est reconstruite au XIXe siècle et est consacrée à saint Germain d’Auxerre en 1858.
Forge de la Vernière
À la confluence de la Sillondre et du Mazou, en bordure d'étang, s'élève une usine métallurgique du XVIIIe siècle située à quelques centaines de mètres de deux hauts fourneaux (Cramain et Guichy, sur la commune de Nannay). Abandonnés au milieu du XIXe siècle, les bâtiments sont aujourd'hui transformés en maison d'habitation.
Haut fourneau de Cramain
Cet ensemble industriel ruiné est connu depuis le XIIIe siècle. Il ne reste plus que sa partie centrale, qui a perdu sa chemise réfractaire intérieure, la passerelle de chargement par le haut, un mur de la halle de coulée et, plus haut sur le site, les écuries avec les logements des palefreniers.

### Galerie

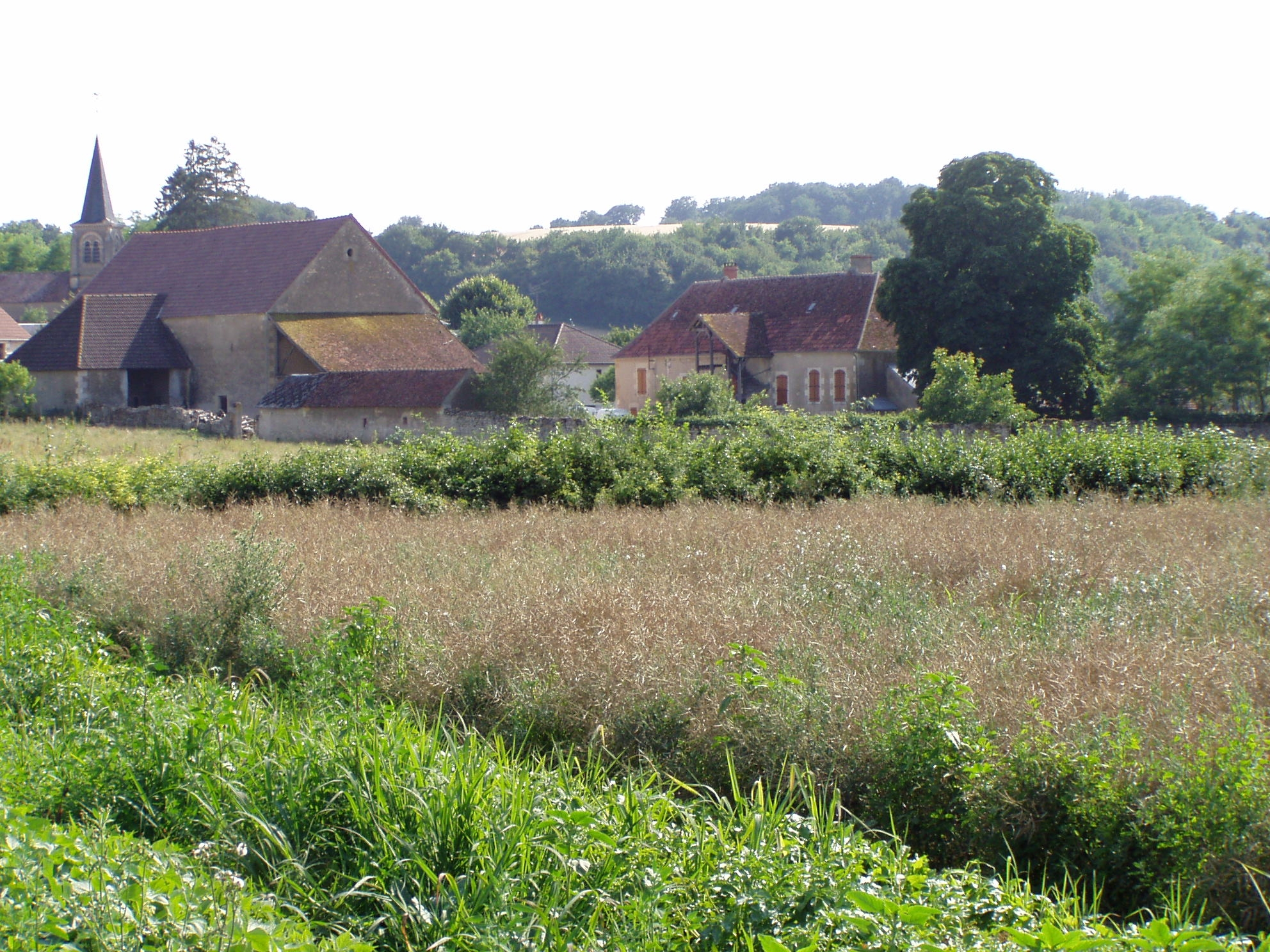
Vue de Chasnay (bourg).
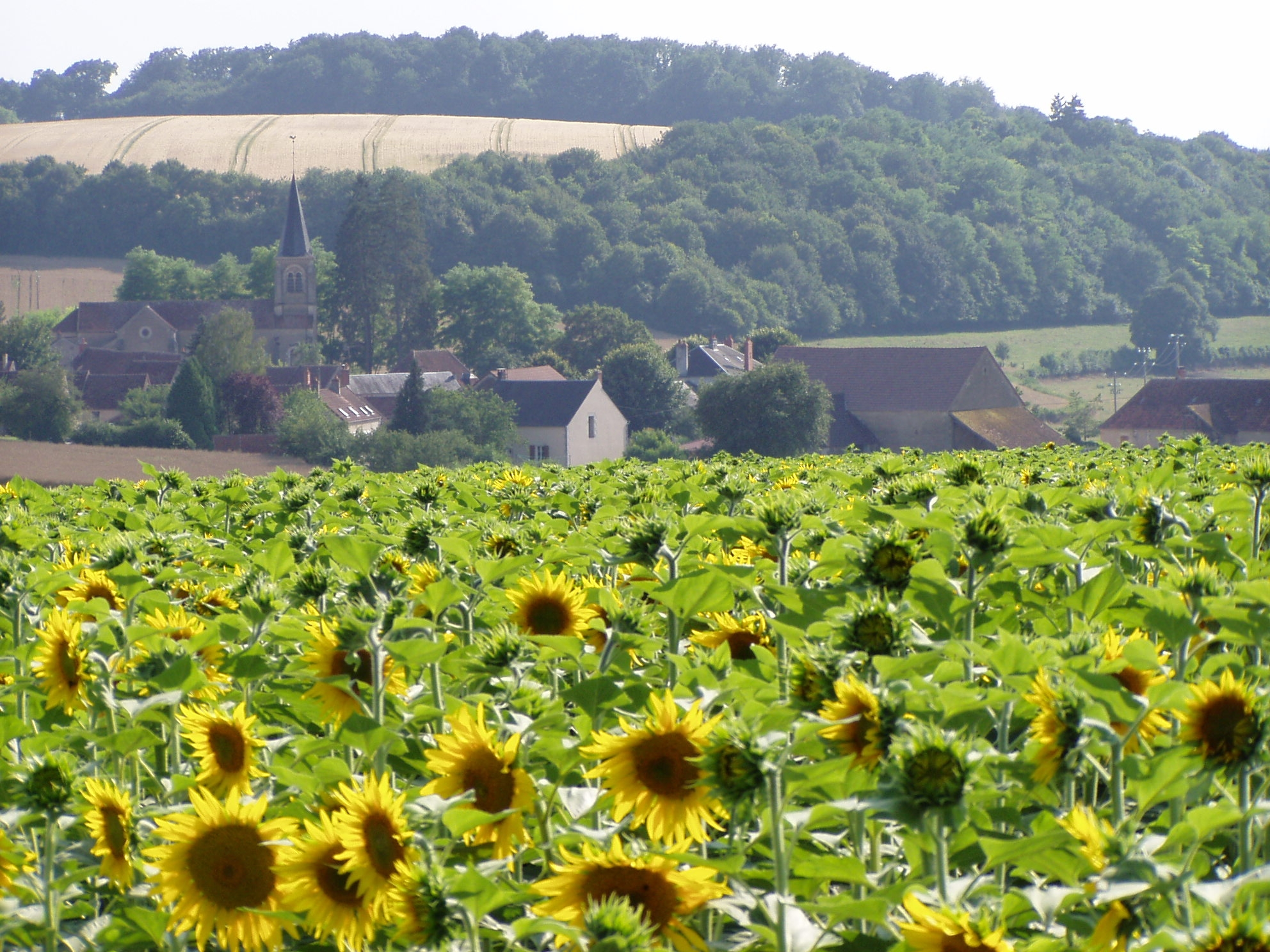
Vue de Chasnay (bourg).
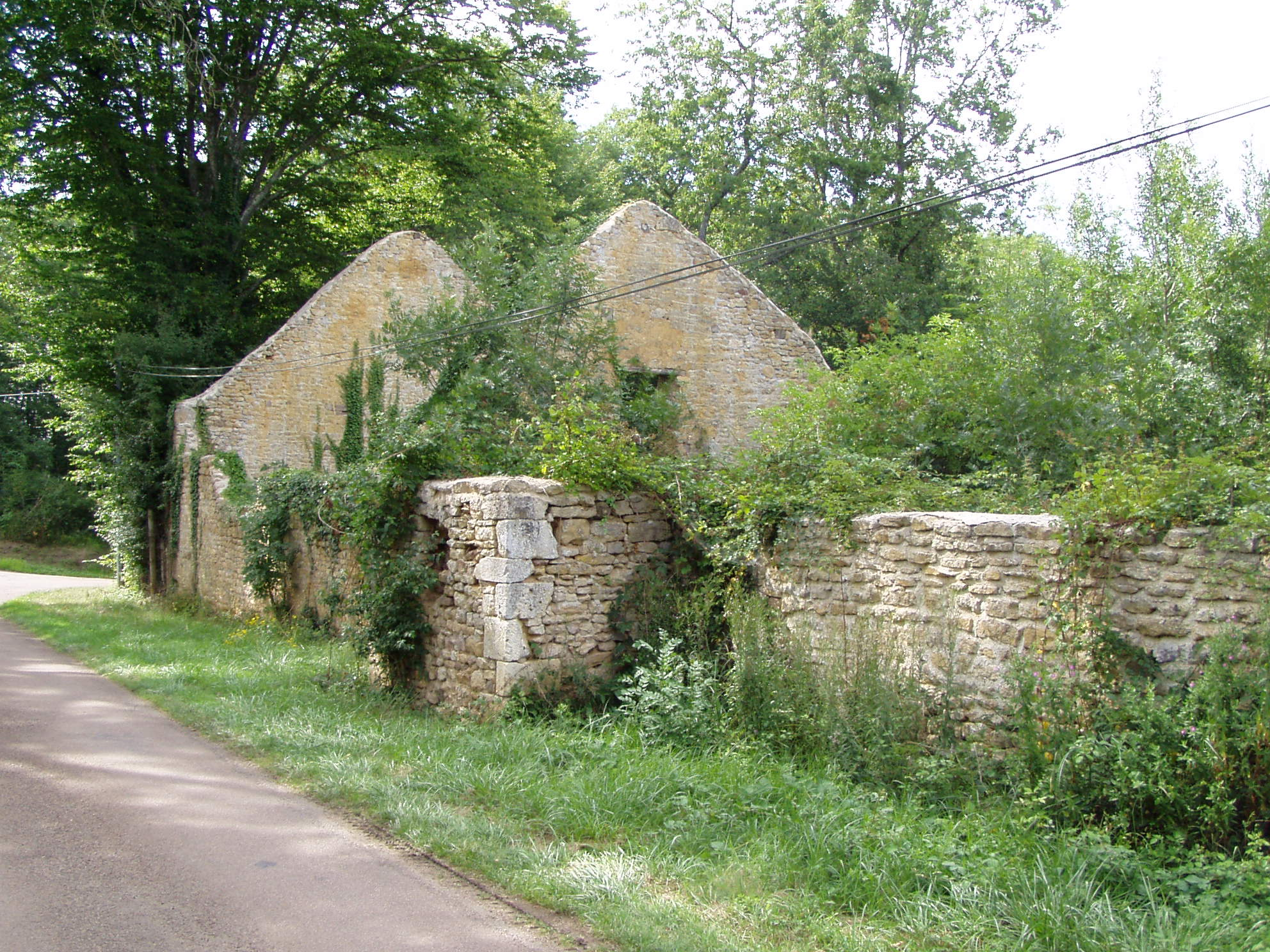
Ruines de Cramain, Chasnay.
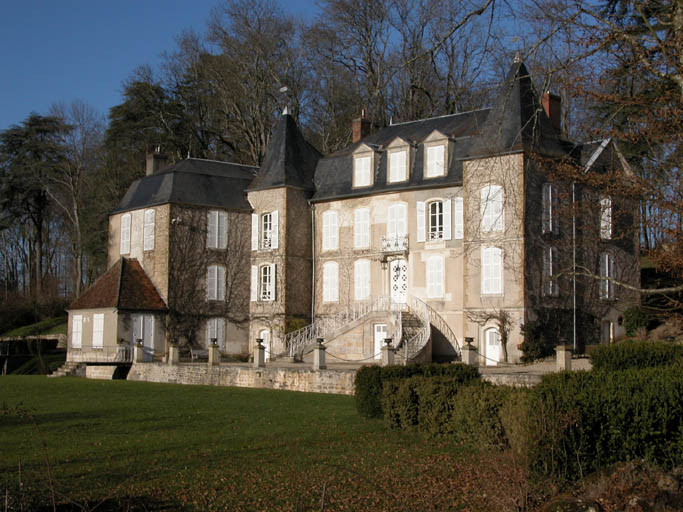
Château de la Vernière.

### Personnalités liées à la commune
- Jean dit Vendilles, premier habitant identifié de Chasnay (1293) ; il possédait une part du four banal de Châteauneuf-Val-de-Bargis[19] ;
- Pierre Ranvier, maître et chef de la communauté des Ranvier (1665)[21] ;
- François Huet, mort, en 1673, à 97 ans[39] ;
- Jean-Louis Barbier, curé. " Sur le vu d'un certificat des médecins constatant qu'il est de toute impossibilité de demeurer plus longtemps à la maison de réclusion, Barbier, ancien curé de Chasnay, attaqué de plusieurs maladies qui corrompent l'air, ce qui infecte la maison au point que les autres détenus en sont incommodés est transféré dans le clocher de la maison des Bénédictins à La Charité, où il sera soigné[40] (1794) ;
- Marcel Lebœuf (1872-1943), homme politique, maire de Chasnay (de 1904 à 1912).